# Women Management
Women Management este o agenție din New York pentru fotomodele. Ea a fost fondată de Paul Rowland în 1988 Agenția Women a obținut succese în cele mai multe dintre principalele capitale ale modei. Women reprezintă supermodele precum Carmen Kass, Natasha Poly, Izabel Goulart, Isabeli Fontana sau Daniela Pestova și Fernanda Motta.

## Modele reprezentate de agenția Women
| - May Andersen - Devon Aoki - Ana Paula Araujo - Moran Atias - Melissa Baker - Ana Beatriz Barros - Kylie Bax - Mariacarla Boscono - Monica Bellucci - Heather Bratton - Inguna Butane - Naomi Campbell - Rachel Clark - Shannan Click - Meghan Collison - Daiane Conterato - Mina Cvetkovic - Agyness Deyn - Suzanne Diaz - Giedre Dukauskaite - Jourdan Dunn - Julia Dunstall - Selita Ebanks - Camila Finn - Isabeli Fontana - Caroline Francischini - Georgia Frost - Toni Garrn | - Izabel Goulart - Heloise Guerin - Daphne Guinness - Jessica Hart - Rianne ten Haken - Agnete Hegelund - Eva Herzigova - Rosie Huntington-Whiteley - Juliana Imai - Chanel Iman - Katarina Ivanovska - Sabrina Jales - Kiara Kabukuru - Carmen Kass - Mor Katzir - Hannelore Knuts - Suvi Koponen - Tatiana Kovylina - Doutzen Kroes - Olga Kurylenko - Amanda Laine - Maja Latinovic - Angela Lindvall - Teresa Lourenco - Daisy Lowe - Elle MacPherson - Heather Marks - Sheila Marquez - Cecilia Mendez - Dayana Mendoza - Lakshmi Menon | - Diana Meszaros - Ana Claudia Michels - Ana Mihajlovic - Kate Moss - Fernanda Motta - Carolyn Murphy - Sanne Nijhof - Alison Nix - Hanne Gaby Odiele - Flavia de Oliveira - Monique Olsen - Snejana Onopka - Eva Padberg - Bojana Panic - Carolina Pantoliano - Louise Pedersen - Marina Perez - Daniela Pestova - Natasha Poly - Behati Prinsloo - Asia Pulco - Ujjwala Raut - Frankie Rayder - Hilary Rhoda - Eva Riccobono - Coco Rocha - Vlada Roslyakova - Cameron Russell | - Arantxa Santamaria - Katja Shchekina - Milagros Schmoll - Fabiana Semprebom - Ingrid Seynhaeve - Jenny Shimizu - Tia Shipman - Andreea Stancu - Iekeliene Stange - Julia Stegner - Iselin Steiro - Daria Strokous - Iris Strubegger - Kasia Struss - Georgina Stojiljković - Landi Swanepoel - Stella Tennant - Bruna Tenorio - Caroline Trentini - Nicole Trunfio - Annabelle Tsaboukas - Veruschka - Edita Vilkeviciute - Natasa Vojnovic - Anne Vyalitsyna - Aline Weber - Mariana Weickert - Caroline Winberg - Melody Woodin - Valentina Zelyaeva - Alana Zimmer |

## Referențe
1. ↑  Official
2. 1 2 3 4 5 6 7 8 9  FMD New York
3. 1 2 3 4  Women New York
4. ↑  Ranked Women
5. ↑  Jourdan's Profile
6. ↑  Ana Claudia's Profile
7. ↑  Iselin Models.com